# Lovsjungen Herrens nåd och makt
Lovsjungen Herrens nåd och makt är en julpsalm av Johan Olof Wallin från 1819.
Melodin är enligt 1939 års koralbok nedtecknad är 1525 och Wallin diktade psalmtexten till en känd melodi.
|  |
|  |

## Publicerad som
- Nr 57 i 1819 års psalmbok under rubriken "Jesu kärleksfulla uppenbarelse i mänskligheten: Jesu födelse (julpsalmer)".
- Nr 57 i 1937 års psalmbok under rubriken "Jul".